# علامت‌های تجاری جدید
علامت‌های تجاری جدید (به انگلیسی: New Mark Commons) یک منطقهٔ مسکونی در ایالات متحده آمریکا است که در راکویل، مریلند قرار دارد.